# Quique Ramos
Enrique Ramos González, conocido como Quique Ramos (Madrid, Comunidad de Madrid, España, 7 de marzo de 1956), es un exfutbolista español. Jugó de centrocampista.

## Trayectoria
Quique Ramos fichó por el Atlético de Madrid en 1977 procedente del Pinto por 150.000 pesetas, tras jugar varios años en las categorías inferiores del equipo colchonero, en el año 1979, de la mano de Luis Aragonés, sube al primer equipo en el que se asentaría durante 9 años, dando un buen rendimiento y ganando una Copa del Rey y una Supercopa en el año 1985. Quique Ramos abandonó el club al final de la temporada 1989-90 tras ser despedido sin ningún motivo justificado junto a otros compañeros como Landáburu, Arteche y Quique Setién.
Fue presidente del CD Toledo.
- Pinto
- Parla
- Pons de Lérida
- Atlético Madrileño
- 1979-88 Atlético de Madrid
- 1989-90Rayo Vallecano

## Palmarés
| Título       | Club               | País   | Año  |
| ------------ | ------------------ | ------ | ---- |
| Copa del Rey | Atlético de Madrid | España | 1985 |

| Título              | Club               | País   | Año  |
| ------------------- | ------------------ | ------ | ---- |
| Supercopa de España | Atlético de Madrid | España | 1985 |

## Internacionalidades
- 4 veces internacional con España.
- Debutó con la selección española en Madrid el 18 de febrero de 1981 contra Francia.